# Nardodae
Nardodae, nadtribus trava opisan 2017. koji uključuje tribuse Lygeeae, Nardeae.
To su trajnice raširene od Europe i Mediterana do jugozapadne Azije. Nardus se javlja u alpskim predjelima i vrištinama, Lygeum u sušnim niskim brdima i ravnicama subobalnog Mediterana. Tip je Nardus.

## Tribusi
1. Lygeeae J. Presl
2. Nardeae W.D.J.Koch